# Musculus buccinator
Der Musculus buccinator (lateinisch; etwa: Backenmuskel oder Trompetermuskel, veraltet auch Musculus buccinatorius) ist ein Skelettmuskel, der im Wesentlichen die Wange (Backe) formt. Im Gegensatz zu den anderen mimischen Muskeln besitzt der M. buccinator eine eigene Muskelfaszie. Mit den oberen Schlundkopfschnürern ist er über die Raphe pterygomandibularis verbunden.
Bei Tieren unterscheidet man eine Pars buccalis (Backenteil) und eine tiefer gelegene Pars molaris (Mahlzahnteil).

## Funktion
Der Musculus buccinator drückt die Backen gegen die Zahnreihen. Er transportiert Nahrung aus dem seitlichen Mundhöhlenvorhof zurück in die eigentliche Mundhöhle. Außerdem wird er bei Tätigkeiten wie Pusten oder Pfeifen aktiviert. Als mimischer Muskel unterstützt der M. buccinator zusätzlich den Ausdruck des Lachens bzw. Weinens.

## Bezeichnung als Trompetermuskel
Die Bezeichnung Trompetermuskel geht zurück auf die historischen Abbildungen der trompetenspielenden Barockengel, welche stets mit aufgeblasenen Wangen dargestellt sind. Entgegen der eigentlichen Tonerzeugung veranschaulicht es das einfache Luft hineinpusten, was auch der Funktion des Muskels entspricht. Zum eigentlichen Trompetenspiel verwenden nur sehr wenige Spieler, wie u. a. Dizzy Gillespie diesen Muskel intensiv, wobei letzterer ihn stark aufblies und dadurch so ein optisch charakteristisches Trompetenspiel bot. Der Muskel spielt tatsächlich auch beim normalen Ansatz eine wichtige Rolle. Nur wird er dabei angespannt und hält die weiteren wichtigsten Muskeln zum Trompetenspielen zusammen. Dies sind der Mundringmuskel der Unterlippenherabzieher, der Mundwinkelherabzieher und Mundwinkelheber sowie der Jochbeinmuskel.

Musculus buccinator (rot)